# Nojima Stella Kanagawa Sagamihara
El Nojima Stella Kanagawa Sagamihara (ノジマステラ神奈川相模原 Nojimasutera Kanagawa Sagamihara?), es un equipo de fútbol femenino de la ciudad de Sagamihara, Japón. Fundado en 2012, juega en la máxima categoría del fútbol japonés, la Women Empowerment League.

## Historia
Fundado en 2012, el club ganó su primer ascenso a la Nadeshiko League, primera división, en la temporada 2016.
Con la creación de la  Women Empowerment League en 2021, el Nojima Stella fue parte de la temporada inaugural de 2021-22.

## Palmarés
| Competición nacional        | Títulos | Subcampeonatos |
| --------------------------- | ------- | -------------- |
| Nadeshiko División 2 (1/1)  | 2016    | 2015           |
| Copa de la Emperatriz (0/1) |         | 2017           |